# 馬其頓廣播電視台
馬其頓廣播電視台, 正式國家的廣播電視台 , 是北馬其頓的公共廣播電視機構，成立於1944年。現在馬其頓廣播電視台提供有四個無線電視標準畫質頻道，三個無線電視高畫質頻道和兩個衛星電視頻道。馬其頓廣播電視台還提供有五個廣播頻率服務。馬其頓廣播電視台的廣播服務開始於1944年12月28日，電視服務開始於1964年12月14日。

## 历史

MRT在1991至2012年的標誌

北马其顿的广播电视事业早在1941年1月27日就开始起步，1944年12月28日马其顿广播电台开播，1964年12月14日马其顿电视台开播，并与马其顿广播电台合并为斯科普里广播电视台。
1992年，马其顿共和国脱离南斯拉夫独立（2019年更名为北马其顿共和国），斯科普里广播电视台更名为马其顿广播电视台，英文缩写定为MRT。 1993年7月，马其顿广播电视台加入欧洲广播联盟。
1997年4月24日马其顿共和国颁布新的《广播法》，马其顿广播电视台分为两个建制：马其顿广播电台和马其顿电视台。根据《广播法》第77条，收取的广播税中61％属于马其顿广播电台。

## 电视
- MRT 1，第一频道，全天候24小时播放节目。
- MRT 2，第二频道，即少数民族频道，主要播送北马其顿境内少数民族语言——阿尔巴尼亚语、土耳其语、塞尔维亚语、罗姆语、弗拉赫语和波斯尼亚语的节目。
- MRT 3，第三频道。
- MRT Sobraniski Kanal，即议会频道，于1992年1月马其顿独立后开播，负责播送北马其顿共和国议会实况。

除了MRT3，MRT1、MRT2、MRT议会频道已开通高清版并与标清版同步播出。
此外MRT开通了两个电视卫星频道——MRT Sat、MRT 2 Sat，分别于2000年和2012年开播，后者为阿尔巴尼亚语频道。信号覆盖欧洲、大洋洲、美洲地区。

## 广播
- 斯科普里广播（Radio Skopje）为第一频率，主要播送新闻和谈话类节目。
- 第二广播（Radio 2）为第二频率，节目以流行音乐和娱乐类为主。
- 第三广播（Radio 3）主要播送少数民族语言节目，使用阿尔巴尼亚语、土耳其语、塞尔维亚语、罗姆语、弗拉赫语和波斯尼亚语播音。
- 马其顿广播电台（Radio Macedonia）为卫星广播，开播于2003年7月。
- 103頻道广播（Kanal 103）为调频广播，仅覆盖首都斯科普里地区，节目内容以前卫音乐和文化节目为主。

此外马其顿广播电视台的广播频率也在其官网同步播出。

## 外部連結
- 官方網站 （页面存档备份，存于）（馬其頓文）